# 北鎮記念館
北鎮記念館（ほくちんきねんかん）は、北海道旭川市にある資料館。屯田兵や旧陸軍第七師団についての資料を展示している。入館料は無料。

## 概要
屯田兵や旧陸軍第七師団の歴史、陸自第2師団の活動などに関する約2,500点の資料を展示している陸上自衛隊の広報施設である。
陸上自衛隊旭川駐屯地に隣接（駐屯地敷地内にあるが、駐屯地出入門を通らずに直接入館できる）しており、この種の施設としては埼玉県朝霞市の陸上自衛隊広報センターに次ぐ展示規模を誇る。
管理・運営は、旭川駐屯地業務隊が行っており、現在の館長は森山英介1等陸尉 である。

### 「ゴールデンカムイ」の聖地
第七師団が登場する漫画「ゴールデンカムイ」が2014年から雑誌に連載され、アニメでも放送されたことから、聖地として注目されている。展示物の中には、ゴールデンカムイの作者、野田サトルが作画の参考にしたとされる第七師団の軍服や、主人公の元陸軍兵「杉元佐一」が使用している銃剣などがある。また、現在は新型ウイルス感染防止の観点から行っていないが、コスプレコーナーには、ゴールデンカムイで登場した軍服や三八式歩兵銃等のレプリカが用意され、登場人物の等身大パネルと一緒に写真撮影を楽しむこともできる（パネルは2022年4月30日で撤去されている）。

### 音声ガイドアプリの導入
スマートフォンに専用アプリ（無料）をダウンロードすると、合計37個所の展示スポットについての説明を視聴できる。音声ガイドを聴くためには、館内受付付近にてチェックイン（5時間有効）が必要。画像および説明文は、いつでも見ることができる。スマートフォンの貸し出しも行っている。英語版も用意されている。

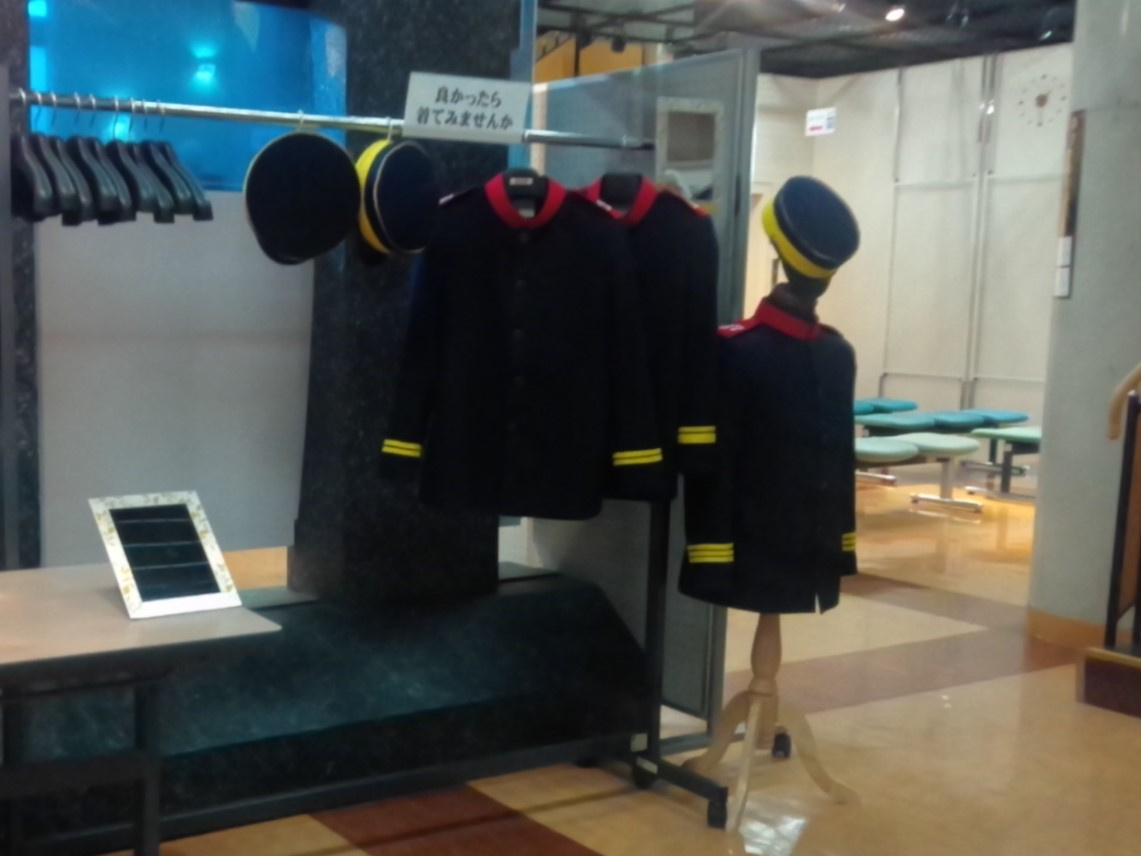
コスプレコーナー

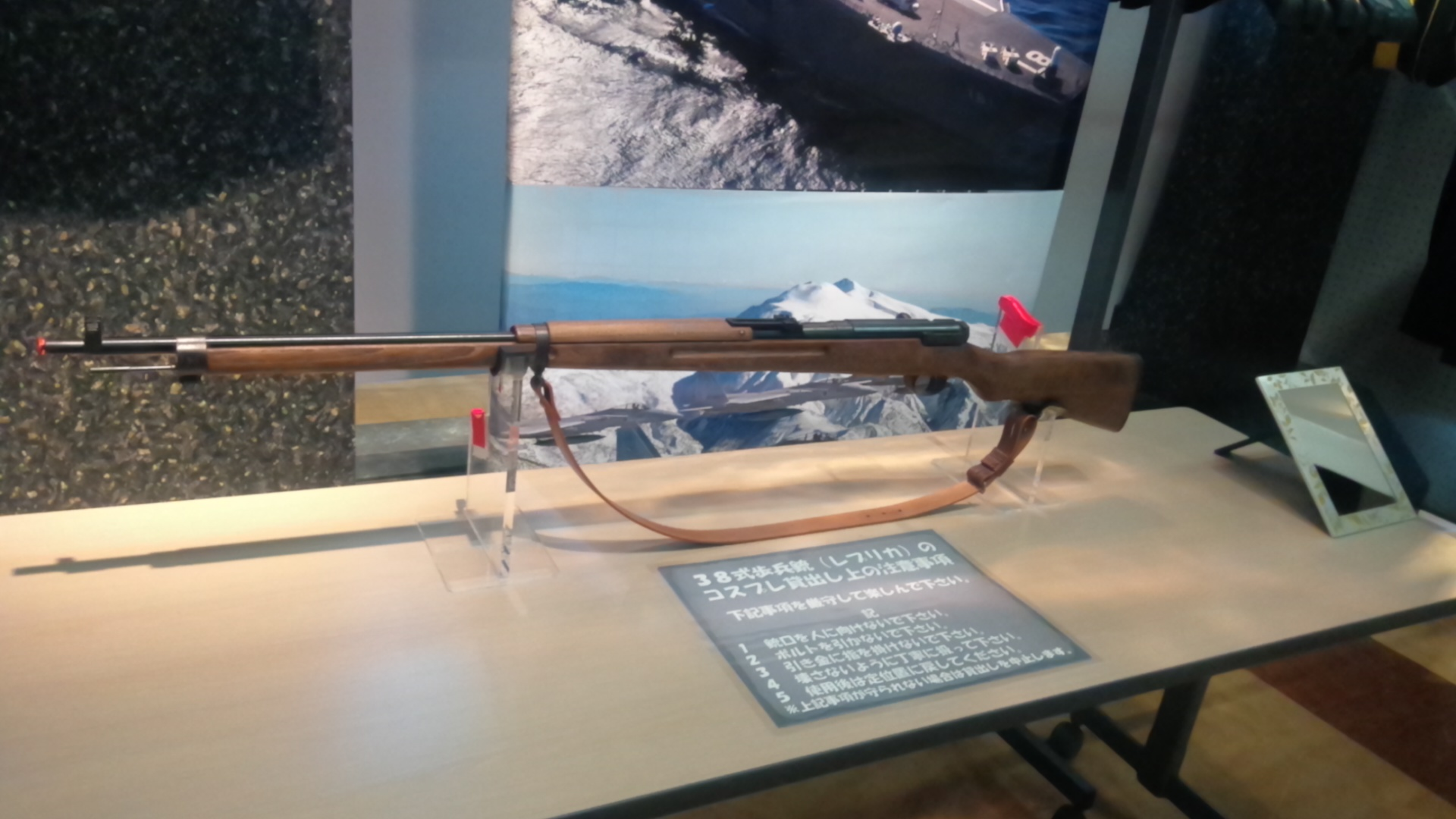
コスプレコーナーで貸し出しされている38式歩兵銃（レプリカ）

## 沿革
1962年、日露戦争でコサック騎兵が使用していた軍刀の寄贈を受けた第2師団長の和田盛哉氏（当時）が「今のうちに北方防衛の資料を集めなければ散逸してしまう」と記念館の設立を提案した。
1963年8月、司令部庁舎（当時）3階講堂に記念館を開設した（初代記念館）。
1964年10月、遠軽駐屯地にあった昭和初期に建てられた農林省（当時）の厩舎（きゅうしゃ）を陸上自衛隊旭川駐屯地内に移築し、旭川市に司令部があった旧陸軍第七師団に関する資料や、北海道開拓時代から第二次世界大戦時代までの史料、陸上自衛隊発足後の装備火器類などを展示した（2代目記念館）。
1990年、建物の一部増改築を実施した。
2007年、建物が老朽化したため、駐屯地の敷地の国道40号沿いの旧外来宿舎跡地に新記念館（3代目記念館）を新築した。
2020年12月、スマートフォンを使った音声ガイドを開始。
2021年6月、YouTubeで「北鎮記念館バーチャルツアー」の公開を開始。

## 展示品
資料の総展示数は約2,500点。1階には記念館の設立趣意書、旧陸軍第七師団の歴史に関連したパネル展示および陸自第2師団のブース、2階には永山武四郎や北海道開拓・屯田兵に関連した史料が展示されている。

### 展示品の一例

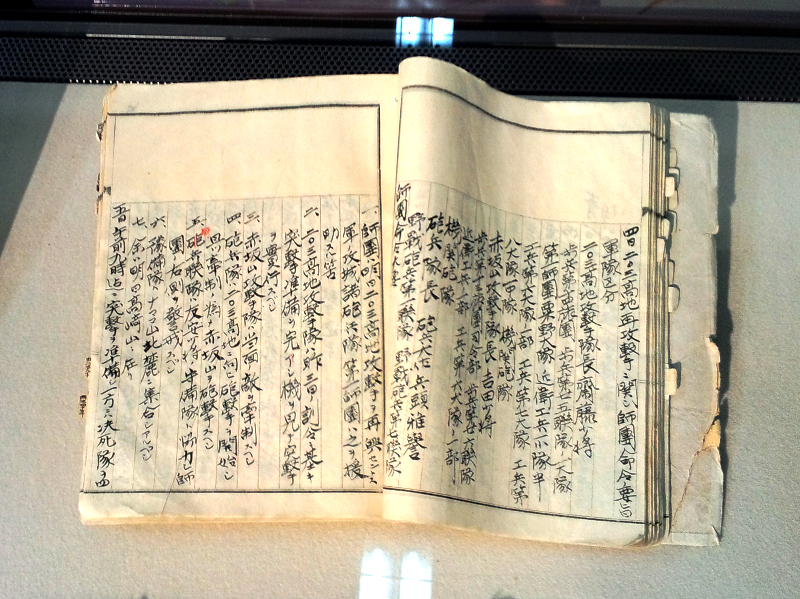
「第七師団史」
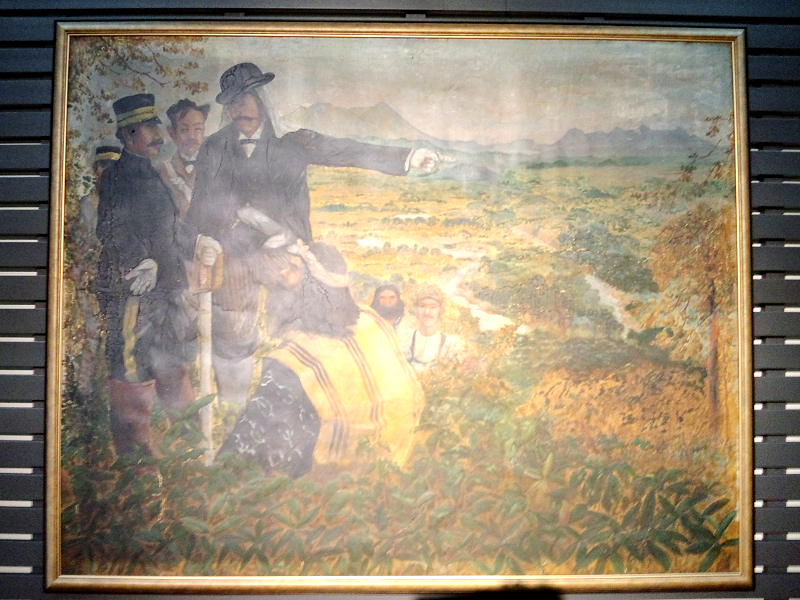
国見の図
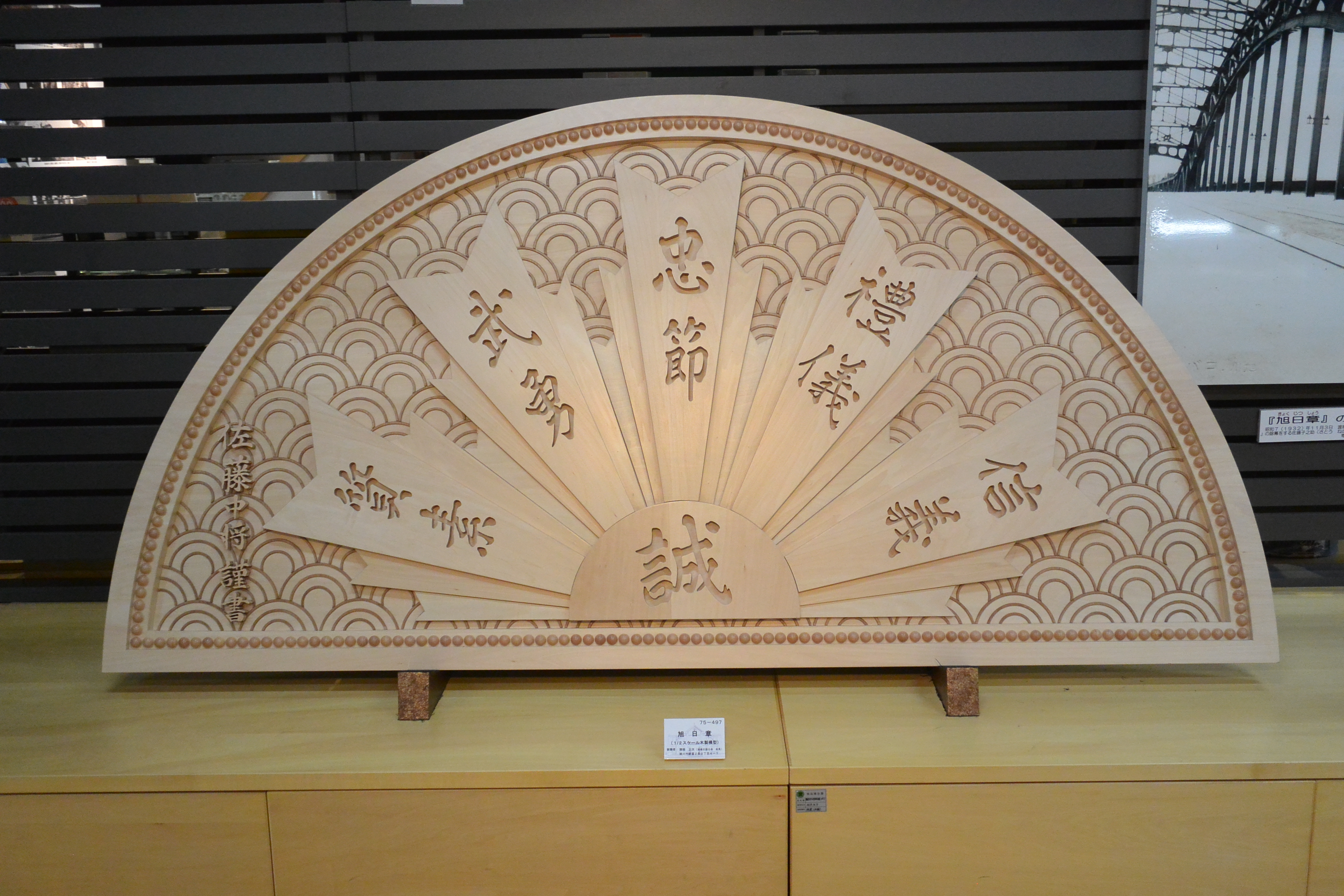
旭日章
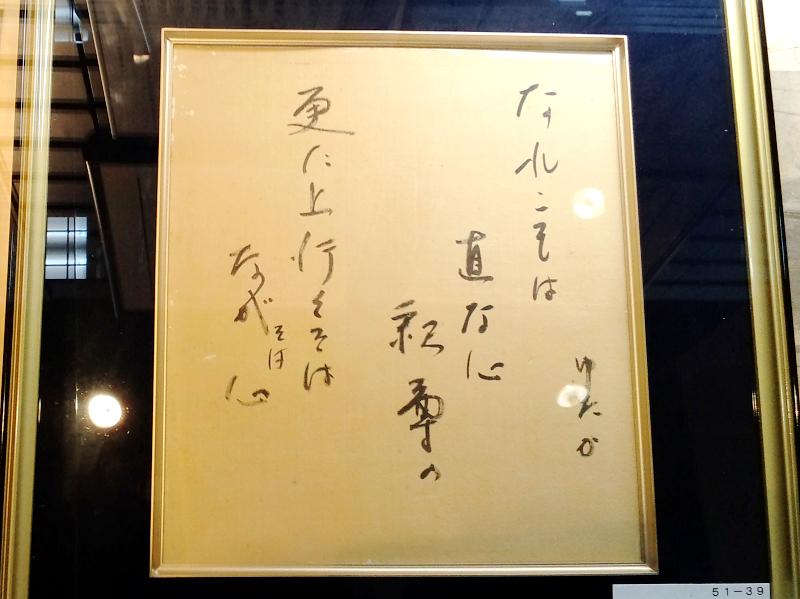
安田優少尉の遺書
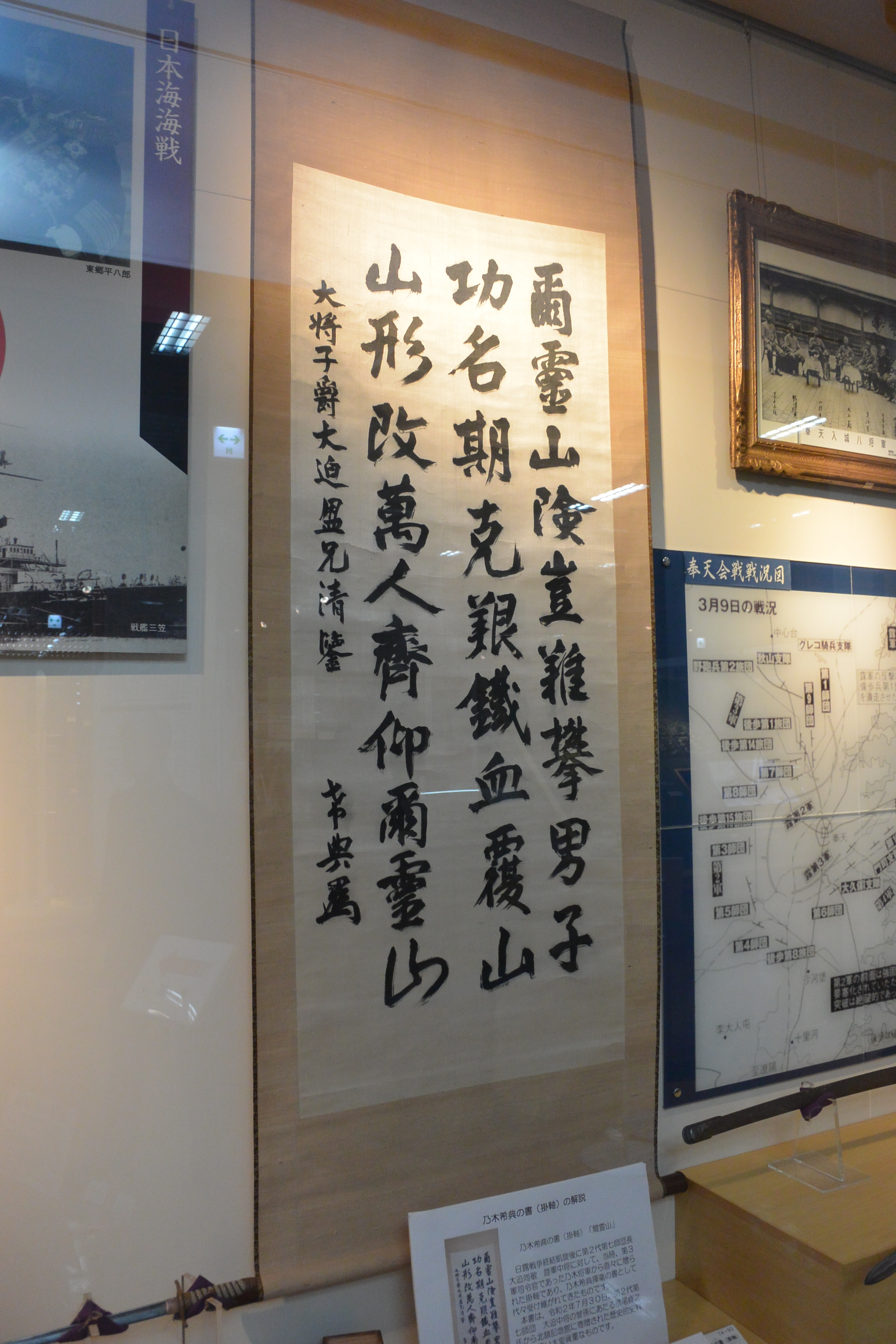
乃木希典の書
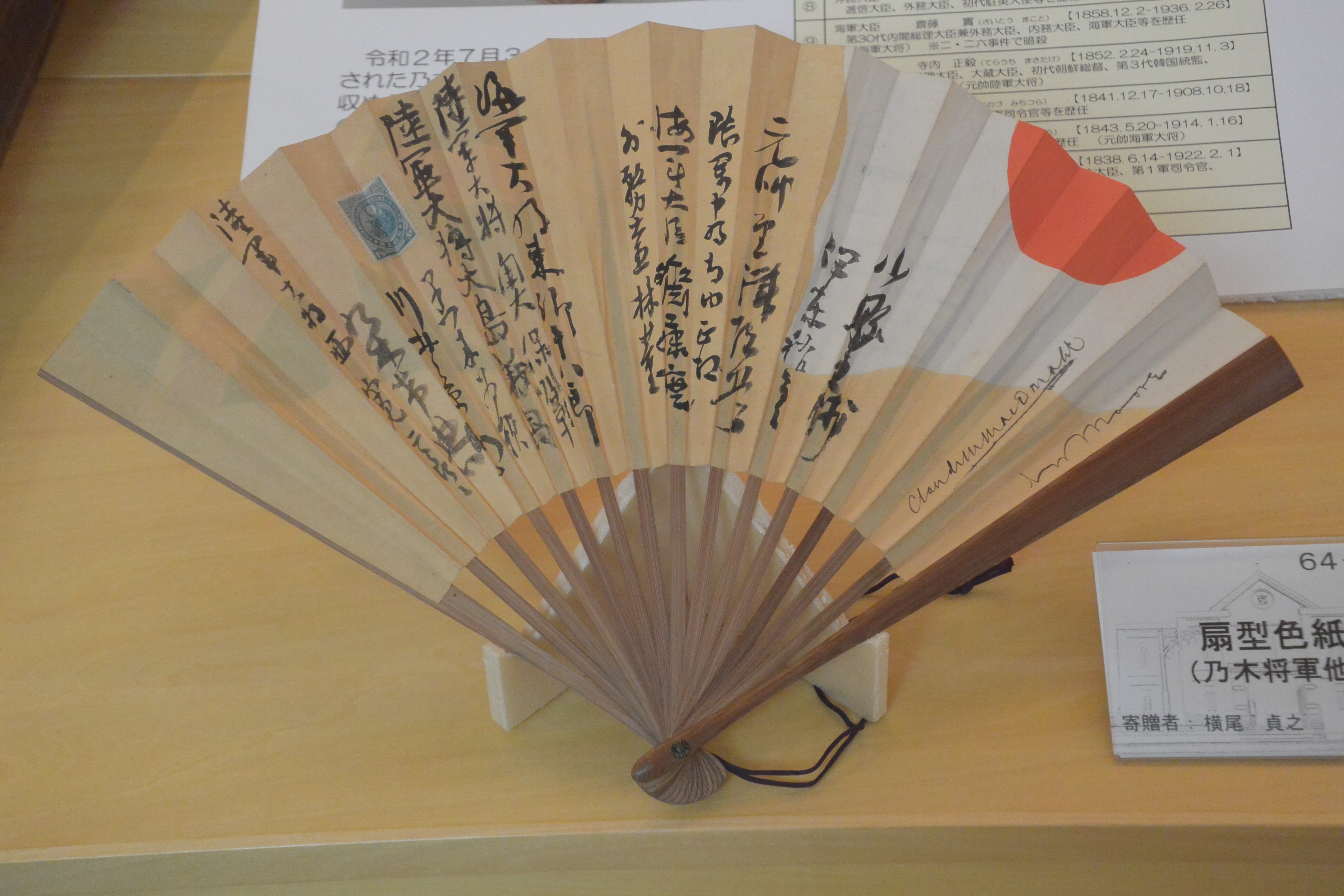
扇型色紙
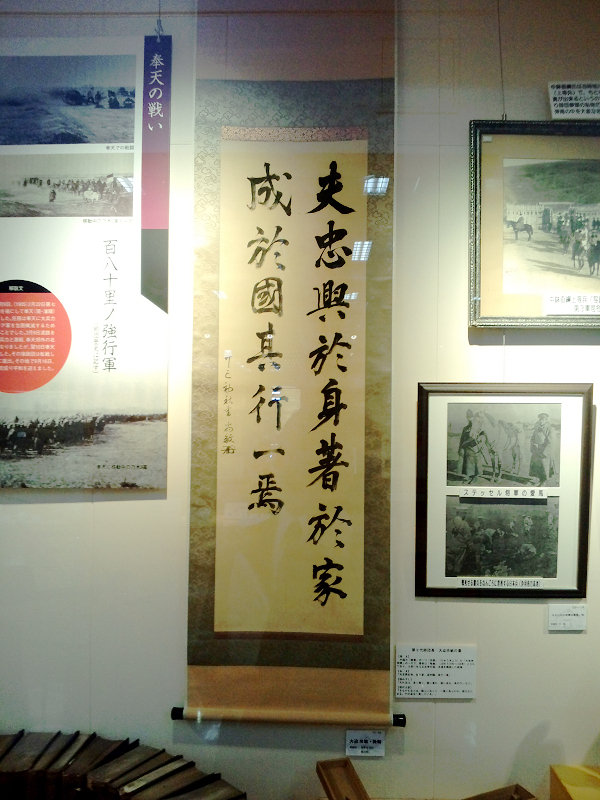
大迫尚敏師団長の書
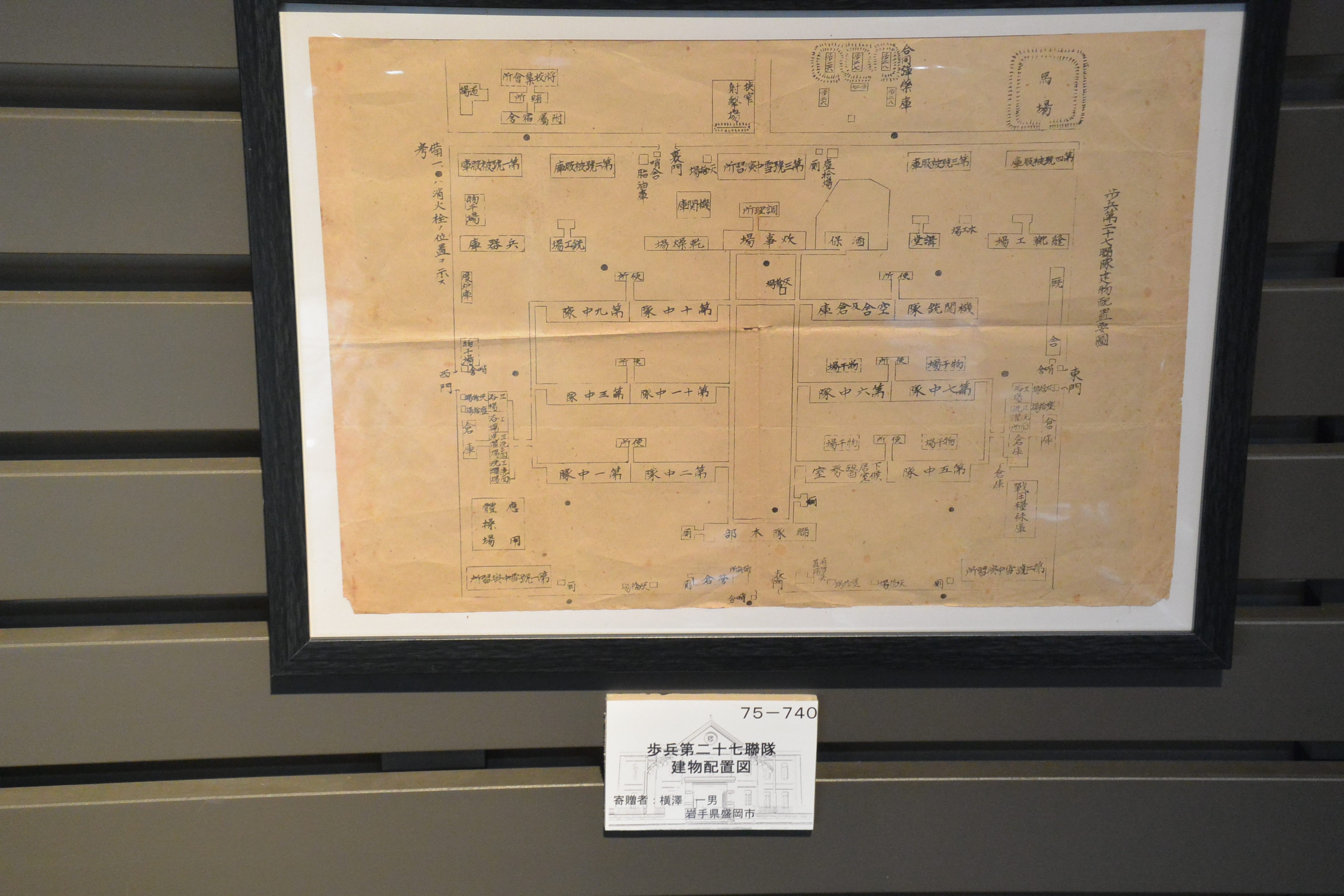
第27連隊建物配置図
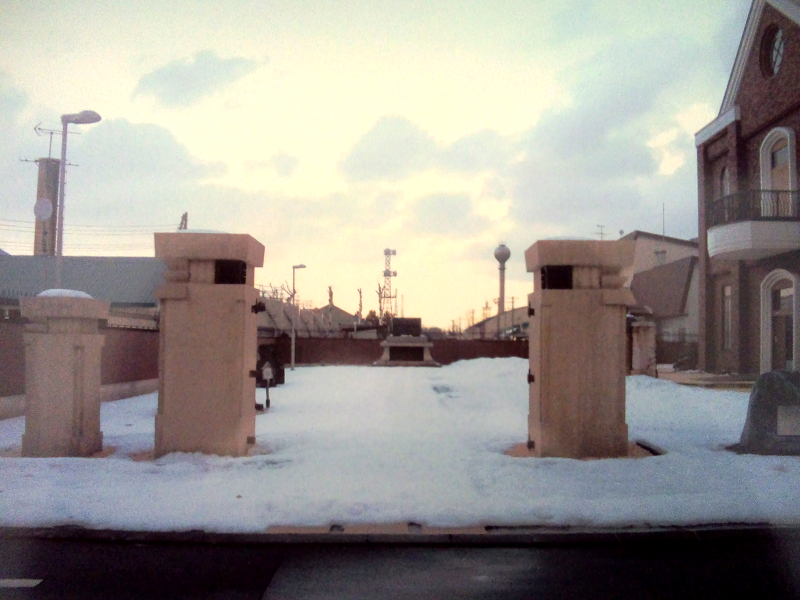
第七師団司令部門柱

旧陸軍第七師団の機密文書であり、終戦時に後世に残すべき資料であると考えた司令部副官部書記の黒川幸雄陸曹長が畑に埋めて保管していたものである。旧陸軍の師団関連の機密文書は、終戦時にほとんどが処分されたといい、全国唯一の現存品であるともいわれる。2006年に旭川市の文化財に指定されている。
- 「国見の図」

明治時代の開拓期に屯田兵本部長永山武四郎らが上川盆地をながめて師団接地の構想を膨らませた様子を伝える絵画である。
- 「旭日章」

現在の旭橋ができた当初から終戦まで橋の両端に掲げられていた青銅製の標章の木製レプリカであり、復刻した市民グループから2013年1月20日に寄贈されたものである。実物の旭日章は、戦後に撤去された後、行方不明となった。
- 「安田優少尉の遺書」

二・二六事件の決起将校の1人である安田優（やすだ　ゆたか）少尉の遺書であり、2015年1月に弟の安田善三郎氏から寄贈されたものである。
- 「乃木希典の書」

日露戦争終結凱旋後に第3軍司令官であった乃木希典大将から大迫尚敏中将に贈られた直筆の書「爾霊山（203高地）」である。
- 「扇型色紙」

乃木希典の書「爾霊山」が収められていた木箱の中から発見されたもの。日露戦争後に乃木大将などが直筆で署名し、大迫師団長に渡されたものと考えられている。
- 「大迫尚敏師団長の書」

第七師団の第2代師団長  大迫尚敏（おおさこ  なおとし）の書であり、2016年に寄贈されたものである。
- 「第27連隊建物配置図」

第七師団第27連隊の建物の配置を示した図である。中隊ごとに隊舎が割り当てられているのが分かる。
- 「第七師団司令部門柱」

1902年の旧陸軍第七師団司令部の建設時に作られ、春光4の7の防衛省敷地内に残っていたものである。当該敷地が財務省に移管されることになったため、2015年11月に北鎮記念館の敷地に移設された。
- 第七師団史
- 国見の図
- 旭日章
- 安田優少尉の遺書
- 乃木希典の書
- 扇型色紙
- 大迫尚敏師団長の書
- 第27連隊建物配置図
- 第七師団司令部門柱

### バーチャルツアー
YuouTubeの第2師団広報チャンネルに「北鎮記念館バーチャルツアー」が配信されており、来館せずとも館内の展示品を解説付きで見ることができる。シリーズ全18回の配信が予定されている。

## 付帯施設
館内にはほかに図書コーナー、多目的室、売店などがある。売店「北鎮メモリアルショップ」は、NPO団体「北鎮友の会」により運営されており、「北鎮カレー」（旭川駐屯地で20年以上にわたり毎週金曜日に供されている人気メニューをもとに製造されたレトルト・カレー）や自衛隊グッズなどを販売している。

## 基本情報
- 所在地 -  北海道旭川市春光町国有無番地[28]
- 開館時間 - 夏季（4月～10月）：午前9時～午後5時、冬期（11月～3月）：午前9時30分～午後4時[1]
- 休館日・閉館日 - 毎週月曜日（月曜日が休日の場合は翌日）、年末年始[1]
- 交通アクセス - 旭川駅からバスでおよそ15分[28]
- 駐車場 - 普通自動車25台、大型バス3台、身障者用2台[1]
- 入館料 - 無料[1]

## 来館者数
- 2008年2月、新記念館公開以来の来館者数が3万人を突破した[29]。これ以降の年間来館者数は、2万数千人で推移している[2]。
- 2011年1月、新記念館公開以来の来館者数が10万人を突破した[30]。
- 2017年3月、同来館者数が20万人を突破した。

## 記念館の建物

### 概要
北鎮記念館の建物は鉄筋コンクリート造り2階建てであり、その総面積は約1,270平方メートルである。北海道新聞によれば、総工費はおよそ4億円である。

### 建設の経緯
- 2004年、防衛庁（当時）が2005年度予算に建設事業費を概算要求した[17]。
- 2005年2月4日、旭川商工会議所の高丸修会頭（当時）が河野芳久第2師団長に北鎮記念館の移転・新築に関する答申書を提出した[32]。
- 2005年、建築工事を開始した[32]。
- 2005年6月、陸上自衛隊の依頼を受け、旭川商工会議所が市内の経済人やデザイナーら10人で構成される「展示委員会」を発足し、展示の検討を開始した[33]。
- 2007年5月20日、久間章生防衛大臣（当時）が出席して除幕式が行われた[31]。
- 2007年6月10日、一般公開を開始した[34]。

### 建築賞の受賞
2013年2月1日、市民団体「旭川の歴史的建物の保存を考える会」から、2013年の建築賞に選ばれた。歴史的建造物の意匠を伝承している建築物を表彰する特別賞としての受賞であり、明治30年代に建てられた旧陸軍のれんが造り兵器庫のデザインを取り入れた点が評価されたものである。

## 歴代館長（新記念館建設以降）
- 2007年8月～　　　1等陸尉　平塚　清隆[36]
- 2013年8月～　　　3等陸佐　佐藤　政克[37]
- 2016年3月～　　　1等陸尉　南　　和宏[38]
- 2018年12月～　　 1等陸尉　森山　英介[4]